# 紀元前453年
紀元前453年（きげんぜん453ねん）は、ローマ暦の年である。
当時は、「クィンクティリウスとトリゲミヌスが共和政ローマ執政官に就任した年」として知られていた（もしくは、それほど使われてはいないが、ローマ建国紀元301年）。紀年法として西暦（キリスト紀元）がヨーロッパで広く普及した中世時代初期以降、この年は紀元前453年と表記されるのが一般的となった。

## 他の紀年法
- 干支 : 戊子
- 日本
  - 皇紀208年
  - 孝昭天皇23年
- 中国
  - 周 - 貞定王16年
  - 秦 - 厲共公24年
  - 晋 - 出公22年
  - 楚 - 恵王36年
  - 斉 - 宣公3年
  - 燕 - 成公2年
  - 趙 - 襄子23年
- 朝鮮
  - 檀紀1881年
- ベトナム :
- 仏滅紀元 : 92年
- ユダヤ暦 : 3308年 - 3309年

## できごと

### ギリシア
- アテナイの政治家ペリクレスは、民衆裁判所の陪審員を務めた全ての市民に気前の良い報酬を支払った。
- コリンティアコス湾の南岸アハイアは、アテナイ海上帝国とも呼ばれたデロス同盟の一員となった。デロス同盟は、アテナイの指導の下で、同盟から帝国に変容した。

### 中国
- 晋の智瑶が魏駒や韓虎と連合して趙無恤の本拠である晋陽を水攻めにした。趙無恤は魏駒と韓虎を誘って内応させ、一転して智瑶を襲撃し、智氏を攻め滅ぼした（晋陽の戦い）。智氏の領土は趙・魏・韓に分割された。